# Bestie
Bestie (hangul: 베스티) är en sydkoreansk tjejgrupp bildad 2013 av YNB Entertainment.
Gruppen består av de fyra medlemmarna Hyeyeon, UJi, Dahye och Haeryung.

## Medlemmar
| Artistnamn   | Artistnamn | Födelsenamn   | Födelsenamn | Födelsedatum     |
| Romanisering | Hangul     | Romanisering  | Hangul      | Födelsedatum     |
| ------------ | ---------- | ------------- | ----------- | ---------------- |
| Hyeyeon      | 혜연       | Kang Hye-yeon | 강혜연      | 8 december 1990  |
| UJi          | 유지       | Jung Yu-ji    | 정유지      | 2 januari 1991   |
| Dahye        | 다혜       | Song Da-hye   | 송다혜      | 12 juni 1993     |
| Haeryung     | 해령       | Na Hae-ryung  | 나해령      | 11 november 1994 |

## Diskografi

### Album
| Albuminformation                           | Topplacering          |
| Albuminformation                           | Sydkorea (Gaon Chart) |
| ------------------------------------------ | --------------------- |
| Hot Baby (EP-skiva) - Släppt: 28 juli 2014 | 7                     |
| Love Emotion - Släppt: 8 maj 2015          | 8                     |

### Singlar
| År   | Titel               | Topplacering          |
| År   | Titel               | Sydkorea (Gaon Chart) |
| ---- | ------------------- | --------------------- |
| 2013 | "Pitapat"           | 84                    |
| 2013 | "Love Options"      | 113                   |
| 2013 | "Zzang Christmas"   | 130                   |
| 2014 | "Thank U Very Much" | 53                    |
| 2014 | "Like A Star"       | —                     |
| 2014 | "Hot Baby"          | 53                    |
| 2014 | "I Need You"        | 74                    |
| 2015 | "Excuse Me"         | 74                    |